# Pologne aux Jeux olympiques de la jeunesse d'hiver de 2012
La Pologne a participé aux Jeux olympiques de la jeunesse d'hiver de 2012 à Innsbruck en Autriche du 13 au 22 janvier 2012.

## Résultats

### Ski alpin
Hommes
| Athlète          | Épreuve      | Finale          | Finale          | Finale          | Finale          |
| Athlète          | Épreuve      | Manche 1        | Manche 2        | Total           | Rang            |
| ---------------- | ------------ | --------------- | --------------- | --------------- | --------------- |
| Andzrej Dziedzic | Slalom       | N'a pas terminé | N'a pas terminé | N'a pas terminé | N'a pas terminé |
| Andzrej Dziedzic | Slalom géant | 1 min 00 s 76   | 56 s 55         | 1 min 57 s 31   | 15              |
| Andzrej Dziedzic | Super-G      |                 |                 | 1 min 07 s 98   | 23              |
| Andzrej Dziedzic | Combiné      | 1 min 05 s 69   | N'a pas terminé | N'a pas terminé | N'a pas terminé |

Femmes
| Athlète         | Épreuve      | Finale        | Finale           | Finale           | Finale           |
| Athlète         | Épreuve      | Manche 1      | Manche 2         | Total            | Rang             |
| --------------- | ------------ | ------------- | ---------------- | ---------------- | ---------------- |
| Katarzyna Wasek | Slalom       | 43 s 63       | N'a pas terminée | N'a pas terminée | N'a pas terminée |
| Katarzyna Wasek | Slalom géant | 1 min 02 s 76 | 1 min 02 s 51    | 2 min 05 s 27    | 26               |
| Katarzyna Wasek | Super-G      |               |                  | Disqualifiée     | Disqualifiée     |
| Katarzyna Wasek | Combiné      | 1 min 10 s 14 | 38 s 44          | 1 min 48 s 58    | 19               |

### Biathlon
Hommes
| Athlète       | Épreuve   | Finale        | Finale  | Finale |
| Athlète       | Épreuve   | Temps         | Manqués | Rang   |
| ------------- | --------- | ------------- | ------- | ------ |
| Mateusz Janik | Sprint    | 22 min 19 s 6 | 4       | 30     |
| Mateusz Janik | Poursuite | 34 min 33 s 2 | 7       | 33     |
| Jakub Topór   | Sprint    | 22 min 08 s 6 | 4       | 24     |
| Jakub Topór   | Poursuite | 33 min 15 s 6 | 7       | 24     |

Femmes
| Athlète       | Épreuve   | Finale        | Finale  | Finale |
| Athlète       | Épreuve   | Temps         | Manqués | Rang   |
| ------------- | --------- | ------------- | ------- | ------ |
| Beata Lassak  | Sprint    | 20 min 56 s 1 | 4       | 34     |
| Beata Lassak  | Poursuite | 34 min 19 s 9 | 8       | 30     |
| Kinga Mitoraj | Sprint    | 19 min 58 s 2 | 3       | 24     |
| Kinga Mitoraj | Poursuite | 34 min 22 s 4 | 9       | 32     |

Mixte
| Athlète                                              | Épreuve                           | Finale            | Finale  | Finale |
| Athlète                                              | Épreuve                           | Temps             | Manqués | Rang   |
| ---------------------------------------------------- | --------------------------------- | ----------------- | ------- | ------ |
| Kinga Mitoraj Beata Lassak Jakub Topór Mateusz Janik | Relais mixte                      | 1 h 18 min 55 s 5 | 4+18    | 12     |
| Beata Lassak Urszula Letocha Jakub Topor Dawid Bril  | Relais mixte ski de fond/biathlon | 1 h 11 min 40 s 6 | 4+6     | 18     |

### Ski de fond
Hommes
| Athlète    | Épreuve      | Finale        | Finale |
| Athlète    | Épreuve      | Temps         | Rang   |
| ---------- | ------------ | ------------- | ------ |
| Dawid Bril | 10 km hommes | 31 min 27 s 8 | 15     |

Femmes
| Athlète         | Épreuve     | Finale        | Finale |
| Athlète         | Épreuve     | Temps         | Rang   |
| --------------- | ----------- | ------------- | ------ |
| Urszula Letocha | 5 km femmes | 16 min 22 s 3 | 16     |

Sprint
| Athlète         | Épreuve       | Qualification | Qualification | Quart de finale | Quart de finale | Demi-finale   | Demi-finale   | Finale        | Finale        |
| Athlète         | Épreuve       | Total         | Rang          | Total           | Rang            | Total         | Rang          | Total         | Rang          |
| --------------- | ------------- | ------------- | ------------- | --------------- | --------------- | ------------- | ------------- | ------------- | ------------- |
| Dawid Bril      | Sprint hommes | 1 min 46 s 47 | 11 Q          | 2 min 11 s 2    | 6               | Non qualifié  | Non qualifié  | Non qualifié  | Non qualifié  |
| Urszula Letocha | Sprint femmes | 2 min 05 s 81 | 22 Q          | 2 min 02 s 4    | 5               | Non qualifiée | Non qualifiée | Non qualifiée | Non qualifiée |

Mixte
| Athlète                                             | Épreuve                           | Finale            | Finale  | Finale |
| Athlète                                             | Épreuve                           | Temps             | Manqués | Rang   |
| --------------------------------------------------- | --------------------------------- | ----------------- | ------- | ------ |
| Beata Lassak Urszula Letocha Jakub Topor Dawid Bril | Relais mixte ski de fond/biathlon | 1 h 11 min 40 s 6 | 4+6     | 18     |

### Luge
Hommes
| Athlète                      | Épreuve       | Finale   | Finale   | Finale         | Finale |
| Athlète                      | Épreuve       | Manche 1 | Manche 2 | Total          | Rang   |
| ---------------------------- | ------------- | -------- | -------- | -------------- | ------ |
| Jakub Firlej                 | Simple hommes | 41 s 243 | 41 s 325 | 1 min 22 s 568 | 22     |
| Jakub Firlej Mateusz Woźniak | Double hommes | 43 s 498 | 43 s 805 | 1 min 27 s 303 | 9      |

Femmes
| Athlète           | Épreuve       | Finale   | Finale   | Finale         | Finale |
| Athlète           | Épreuve       | Manche 1 | Manche 2 | Total          | Rang   |
| ----------------- | ------------- | -------- | -------- | -------------- | ------ |
| Natalia Biesadzka | Simple femmes | 41 s 044 | 40 s 921 | 1 min 21 s 965 | 12     |

Équipe
| Athlète                                                         | Épreuve                   | Finale   | Finale   | Finale   | Finale         | Finale |
| Athlète                                                         | Épreuve                   | Hommes   | Femmes   | Doubles  | Total          | Rang   |
| --------------------------------------------------------------- | ------------------------- | -------- | -------- | -------- | -------------- | ------ |
| Natalia Biesadzka Jakub Kowalewski Jakub Firlej Mateusz Woźniak | Relais par équipes mixtes | 45 s 549 | 48 s 192 | 48 s 172 | 2 min 21 s 913 | 10     |

### Combiné nordique
Individuel
| Athlète      | Épreuve           | Saut à ski | Saut à ski | Ski de fond | Ski de fond     | Finale      | Finale |
| Athlète      | Épreuve           | Points     | Rang       | Retard      | Temps ski       | Total Temps | Rang   |
| ------------ | ----------------- | ---------- | ---------- | ----------- | --------------- | ----------- | ------ |
| Michal Pytel | Individuel hommes | 120,8      | 10         | 1 min 07    | N'a pas terminé | -           | -      |

### Saut à ski
Hommes
| Athlète        | Épreuve           | 1er saut | 1er saut | 2e saut  | 2e saut | Total  | Total |
| Athlète        | Épreuve           | Distance | Points   | Distance | Points  | Points | Rang  |
| -------------- | ----------------- | -------- | -------- | -------- | ------- | ------ | ----- |
| Krzysztof Leja | Individuel hommes | 64,5 m   | 101,1    | 66,0 m   | 105,2   | 206,3  | 14    |

Femmes
| Athlète          | Épreuve           | 1er saut | 1er saut | 2e saut  | 2e saut | Total  | Total |
| Athlète          | Épreuve           | Distance | Points   | Distance | Points  | Points | Rang  |
| ---------------- | ----------------- | -------- | -------- | -------- | ------- | ------ | ----- |
| Magdalena Palasz | Individuel femmes | 40,5 m   | 34,5     | 43,5 m   | 43,2    | 77,7   | 14    |

Équipe avec le combiné nordique
| Athlète                                      | Épreuve                 | 1re manche | 2e manche | Total | Rang |
| -------------------------------------------- | ----------------------- | ---------- | --------- | ----- | ---- |
| Magdalena Palasz Michal Pytel Krzysztof Leja | Compétition par équipes | 210,8      | 215,4     | 426,2 | 12   |

### Patinage de vitesse
Hommes
| Athlète          | Épreuve              | Course 1 | Course 2 | Total         | Rang |
| ---------------- | -------------------- | -------- | -------- | ------------- | ---- |
| Marcel Drwiega   | 500 m hommes         | 40 s 36  | 39 s 94  | 80 s 30       | 8    |
| Marcel Drwiega   | Départ groupé hommes |          |          | 7 min 51 s 71 | 20   |
| Arthur Iwaniszyn | 1 500 m hommes       |          |          | 2 min 07 s 94 | 15   |
| Arthur Iwaniszyn | 3 000 m hommes       |          |          | 4 min 30 s 06 | 11   |
| Arthur Iwaniszyn | Départ groupé hommes |          |          | 7 min 24 s 81 | 15   |

Femmes
| Athlète              | Épreuve              | Course 1 | Course 2 | Total         | Rang |
| -------------------- | -------------------- | -------- | -------- | ------------- | ---- |
| Kaja Ziomek          | 500 m femmes         | 82 s 75  | 44 s 77  | 127 s 52      | 16   |
| Kaja Ziomek          | 1 500 m femmes       |          |          | 2 min 23 s 23 | 14   |
| Kaja Ziomek          | Départ groupé femmes |          |          | 6 min 21 s 46 | 15   |
| Aleksandra Karpuziak | 1 500 m femmes       |          |          | 2 min 17 s 29 | 10   |
| Aleksandra Karpuziak | 3 000 m femmes       |          |          | 4 min 51 s 48 | 6    |
| Aleksandra Karpuziak | Départ groupé femmes |          |          | 6 min 22 s 03 | 16   |

## Sources
- (en) Cet article est partiellement ou en totalité issu de l’article de Wikipédia en anglais intitulé « Poland at the 2012 Winter Youth Olympics » (voir la liste des auteurs).